# Lamprotornis purpureus
El estornino purpúreo o estornino brillante morado (Lamprotornis purpureus) es una especie de ave paseriforme de la familia Sturnidae propia de África.

## Descripción
Los adultos de esta especie tiene un tamaño aproximado de 26 cm y un peso de entre 91 y 140 gramos. Tiene la cabeza y el cuerpo de color púrpura metálico y las alas de verde brillante. La cola es corta y los ojos de color amarillo. Ambos sexos son similares, pero los juveniles son mucho más apagados, con partes inferiores grises y el iris marrón.

## Distribución
Su área de distribución se encuentra principalmente en el sur de la región del Sahel, áreas adyacentes de África Occidental hasta el noroeste de Kenia en el este del continente. 
La subespecie nominal L. p. purpureus se extiende en el sur de Mauritania, Senegal, Gambia, Guinea, el sur de Malí, Costa de Marfil y en los países de Burkina Faso, Ghana, Togo y Benín hasta el sur de Níger, Nigeria y Camerún. La subespecie L. p. amethystinus se distribuye desde Camerún a través del sur de Chad y el norte de la República Centroafricana así como el norte y noreste de la República Democrática del Congo, a lo largo del río Mbomou el parque nacional Garamba. En Sudán del Sur, vive desde la región de Ecuatoria a lo largo del Nilo Blanco hasta el sur de Sudán, así como en los países de Uganda y Kenia. 
En Uganda, las áreas de distribución están típicamente en altitudes de entre 600 y 1800 metros sobre el nivel del mar. En Kenia du distribución ha disminuido notablemente.

## Hábitat
Su hábitat preferido son las sabanas arboladas, pastizales, así como zonas de cultivo y áreas verdes en entornos urbanos. Se puede encontrar en campos recién cosechados, campos de algodón y árboles frutales.